# Lejkowiec brzoskwiniowonny

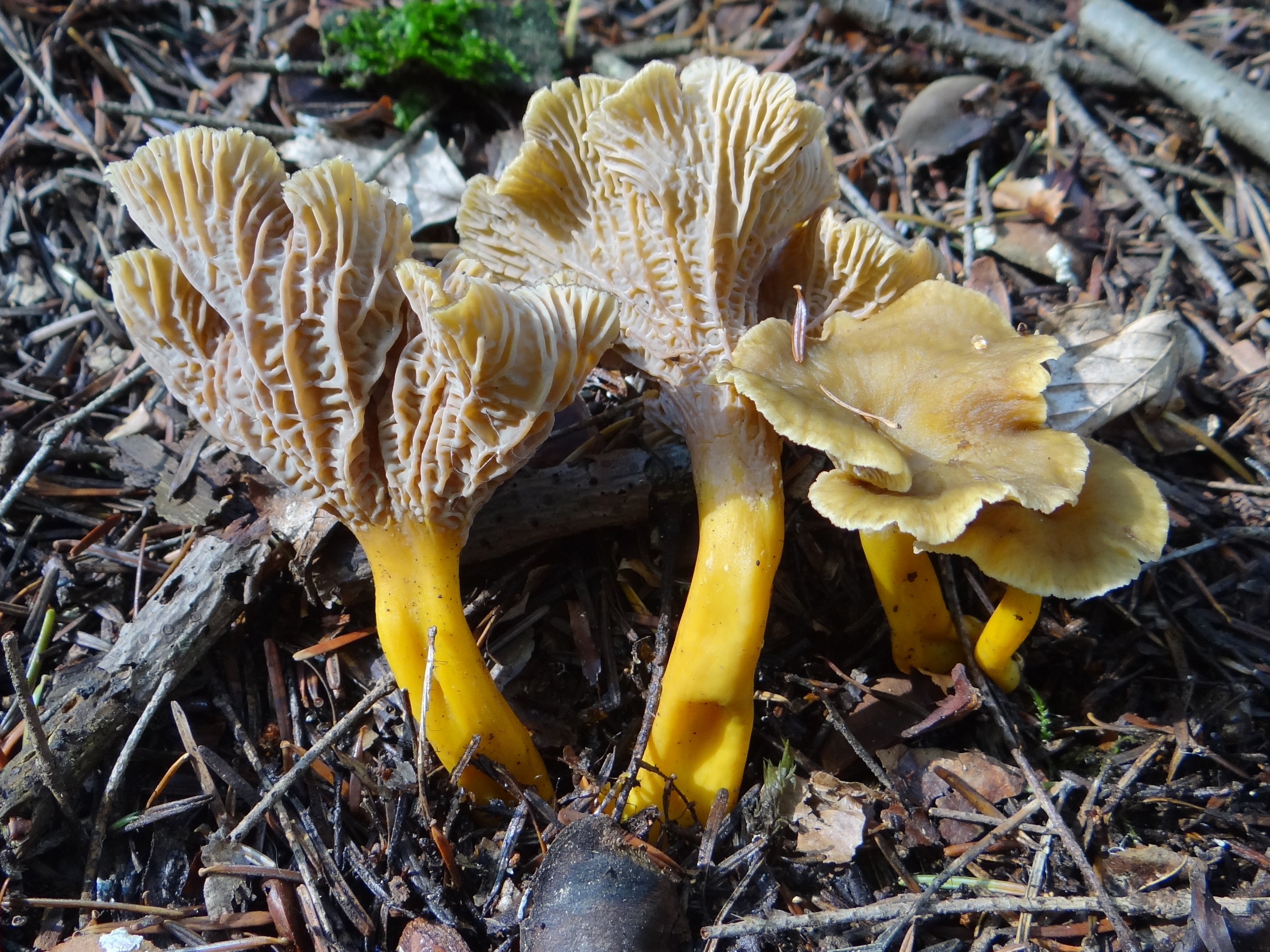
Starsze owocniki

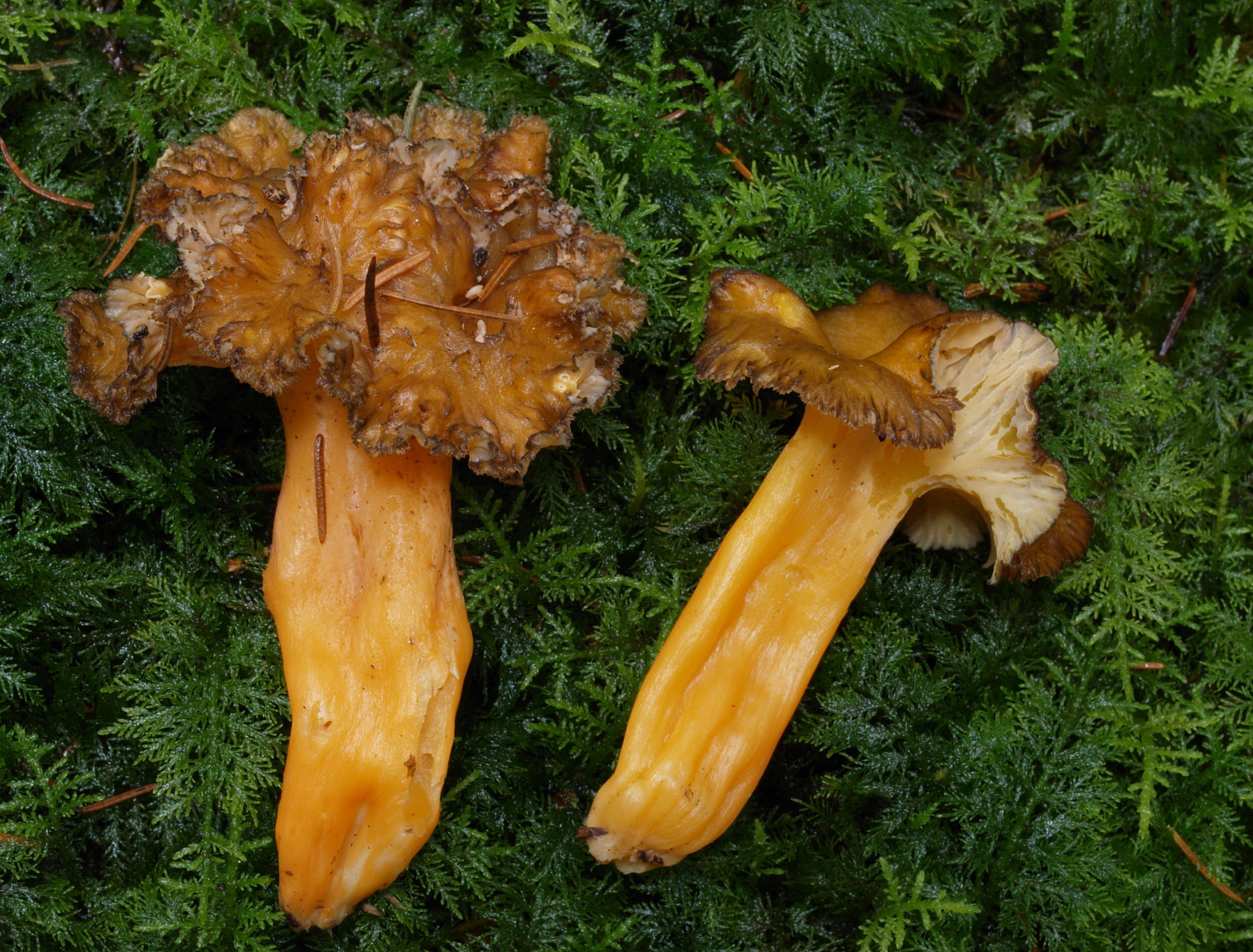
Kapelusz często bywa kędzierzawy

Lejkowiec brzoskwiniowonny (Craterellus lutescens (Fr.) Fr.) – gatunek grzybów z rodziny kolczakowatych (Hydnaceae).

## Systematyka i nazewnictwo
Pozycja w klasyfikacji według Index Fungorum: Craterellus, Hydnaceae, Cantharellales, Incertae sedis, Agaricomycetes, Agaricomycotina, Basidiomycota, Fungi.
Po raz pierwszy takson ten opisał w 1821 r. Elias Fries, nadając mu nazwę Canthrellus lutescens, w 1838 r. ten sam autor przeniósł go do rodzaju Craterellus.
Synonimów naukowych ma ok. 30. Niektóre z nich:

- Agaricus aurora Batsch 1783
- Cantharellus aurora (Batsch) Kuyper 1991
- Cantharellus lutescens Fr. 1821
- Cantharellus lutescens Fr. var. lutescens
- Cantharellus tubaeformis var. lutescens Fr. 1838
- Helvella tubaeformis Schaeff. 1763
- Merulius tubaeformis (Schaeff.) Pers. 1800

W polskim piśmiennictwie mykologicznym gatunek ten opisywany był również jako pieprznik żółtawy oraz pieprznik żyłkowany. Nazwy te stały się niespójne z nazwą naukową po przeniesieniu do rodzaju Craterellus (lejkowiec). Polską nazwę zaktualizowała Komisja ds. Polskiego Nazewnictwa Grzybów Polskiego Towarzystwa Mykologicznego w 2025 r.

## Morfologia
Kapelusz
Średnica 2–8 cm, głęboko lejkowaty, o brzegach płatowatych, postrzępionych. Powierzchnia młodych okazów z wrośniętymi promieniście włókienkami lub łuskami, później naga. Kolor od chrowobrązowego do ciemnobrązowego.
Hymenofor
U młodych owocników nagi, później pomarszczony, dopiero u starszych owocników pojawiają się rzadko rozmieszczone i zbiegające na trzon żyłki połączone (anastomozami). Kolor żółtopomarańczowy lub złotosiwy, nigdy jednak nie jest czarnosiwy.
Trzon
Wysokość 5–8 cm, grubość 0,4–1,5 cm. Jest nieregularnie walcowaty i wyraźnie pusty, czasami spłaszczony, od dołu ku górze rozszerza się, w górnej części dość płynnie przechodząc w kapelusz.
Miąższ
Białawy, cienki o przyjemnym smaku i owocowym zapachu.
Wysyp zarodników
Biały lub jasnożółty. Zarodniki eliptyczne, gładkie, o średnicy 11–9 × 6–7,5 µm.
Gatunki podobne
- lejkowiec trąbkowy (Craterellus tubaeformis). Ma siwe blaszki i bardziej wyraźne żyłki w hymenoforze[5]
- pieprznik szary (Craterellus cinereus). Cały jest popielatosiny, a blaszki ma czarnobrązowe[5].

## Występowanie i siedlisko
Występuje w Ameryce Północnej i Europie. W Polsce gatunek rzadki. Znajduje się na Czerwonej liście roślin i grzybów Polski. Ma status R – potencjalnie zagrożony z powodu ograniczonego zasięgu geograficznego i małych obszarów siedliskowych.
Grzyb naziemny rosnący w lasach, szczególnie podgórskich i górskich. Lubi wilgotne i cieniste miejsca nad potokami i w mchach

## Znaczenie
Grzyb jadalny, żyjący w mykoryzie z niektórymi gatunkami drzew.